# Larus fuscus
Lo zafferano (Larus fuscus Linnaeus, 1758) è un uccello della famiglia dei Laridi.

## Tassonomia
Larus fuscus ha cinque sottospecie:
- Larus fuscus fuscus Linnaeus, 1758
- Larus fuscus graellsii A.E.Brehm, 1857
- Larus fuscus intermedius Schiøler, 1922
- Larus fuscus heuglini Bree, 1876
- Larus fuscus barabensis H.C.Johansen, 1960

## Distribuzione e habitat
Questo gabbiano vive in tutta l'Europa, tutta l'Africa, gran parte dell'Asia (esclusa Cina, Indocina e la zona insulare del sud-est), in Canada, negli Stati Uniti orientali e in Centro America. È accidentale nel resto del Nord America, nei Caraibi, nel Sud America settentrionale e negli stati himalayani.

## Galleria d'immagini

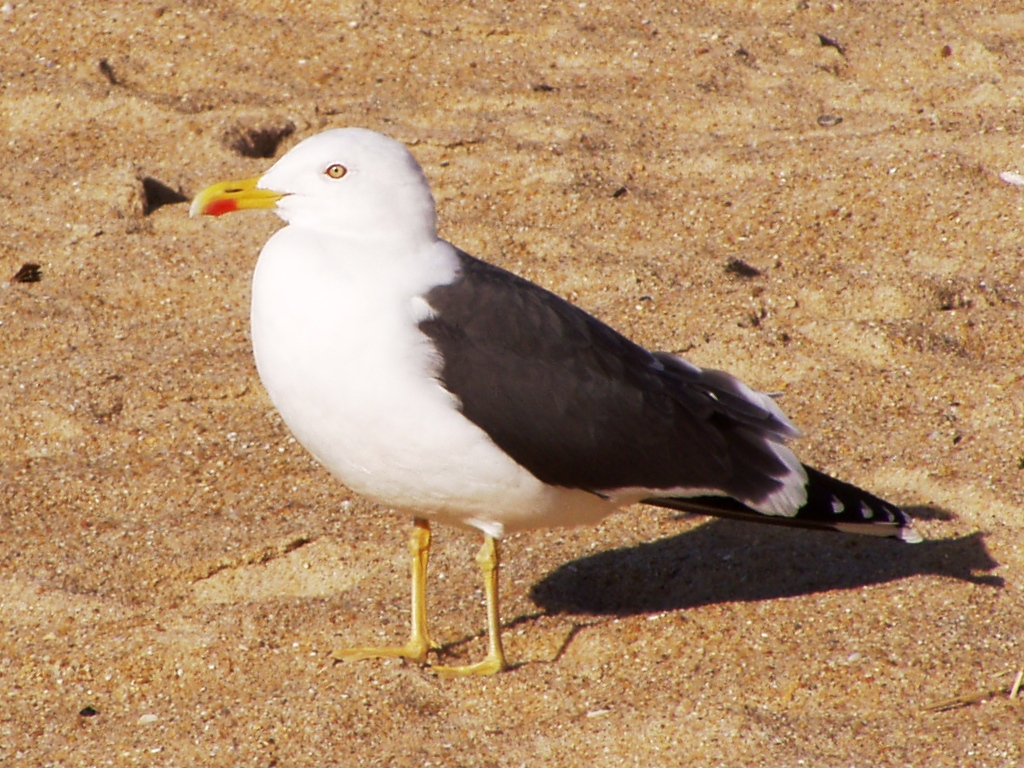
L. fuscus intermedius
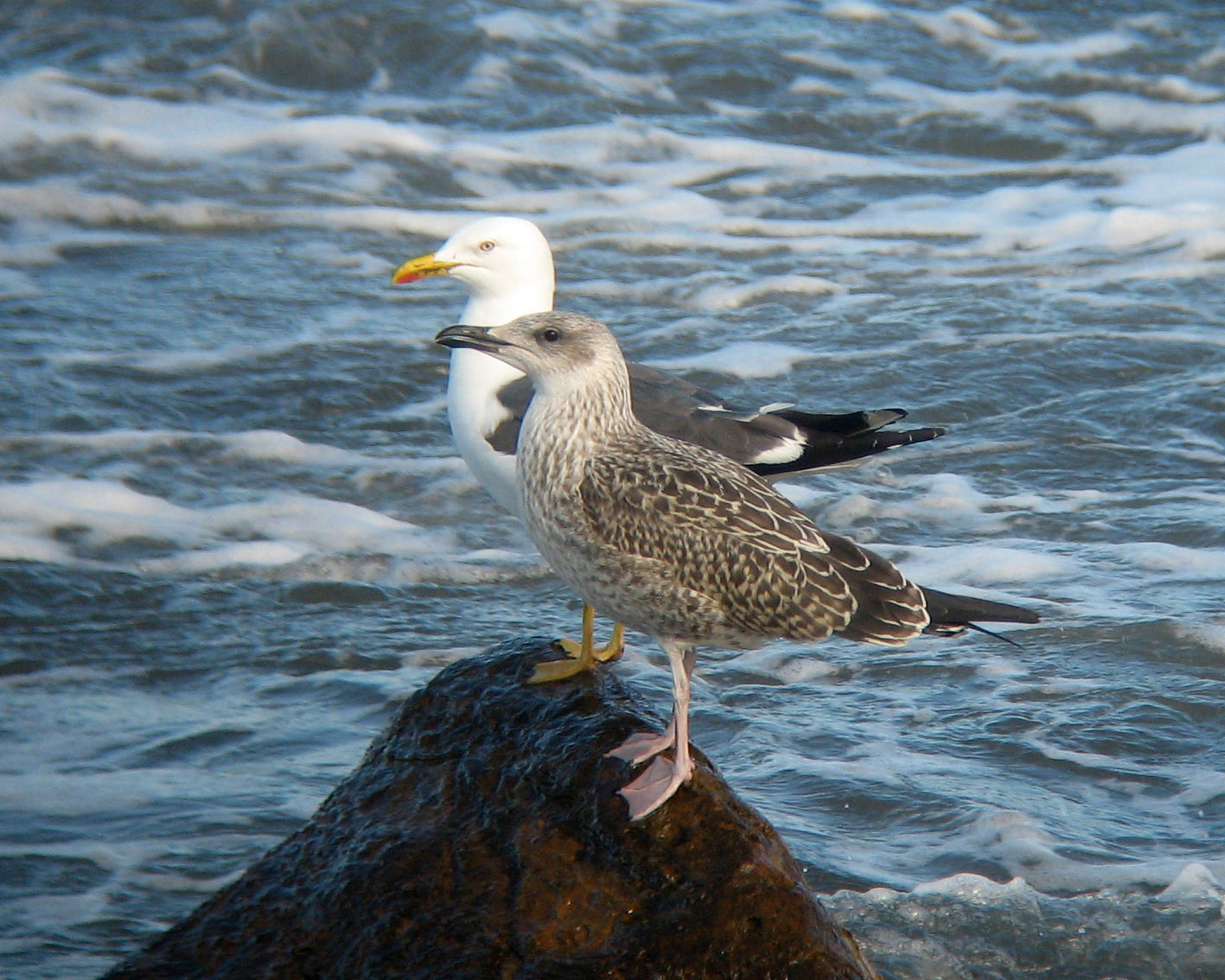
L. fuscus graellsii con giovane.
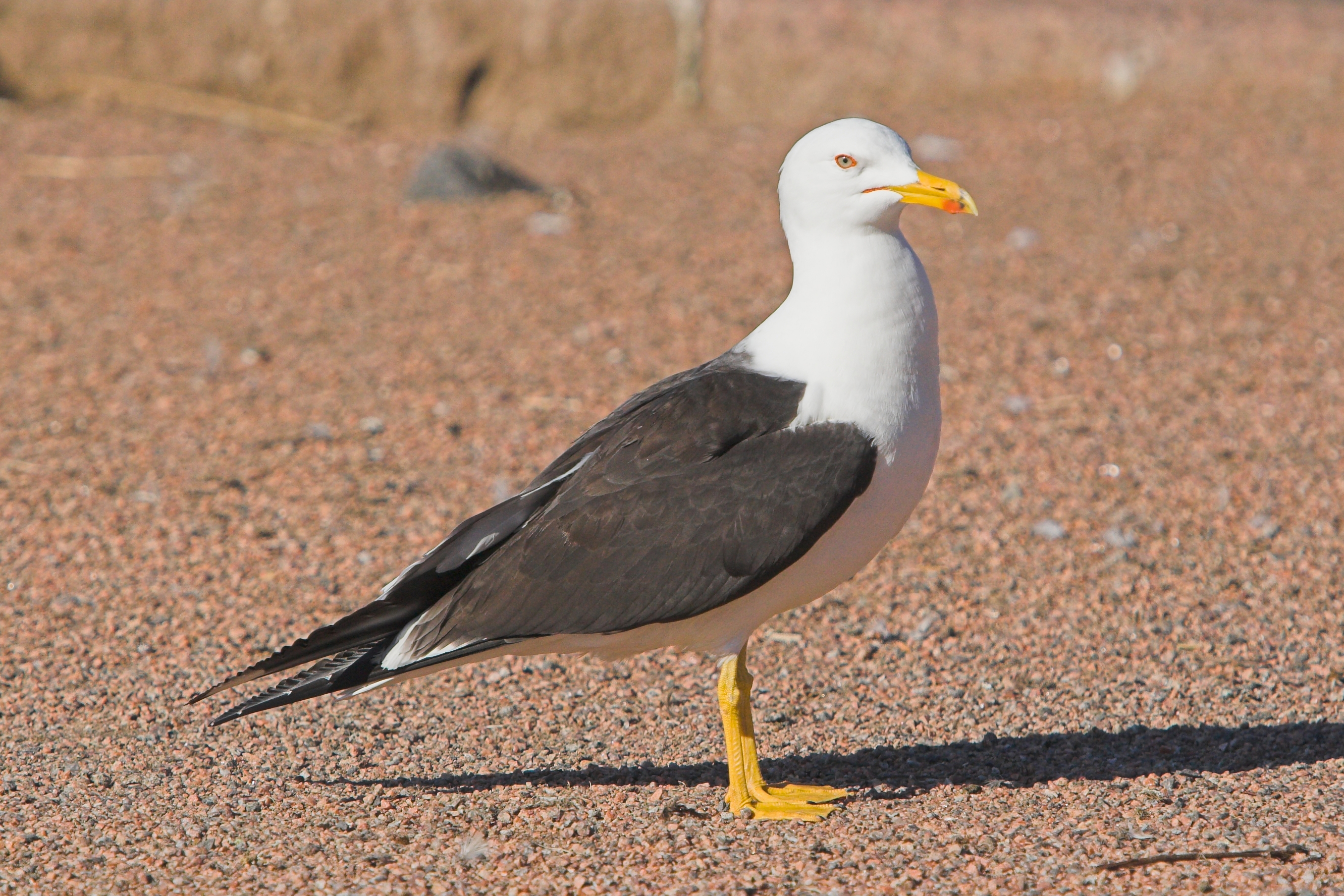
L. fuscus fuscus
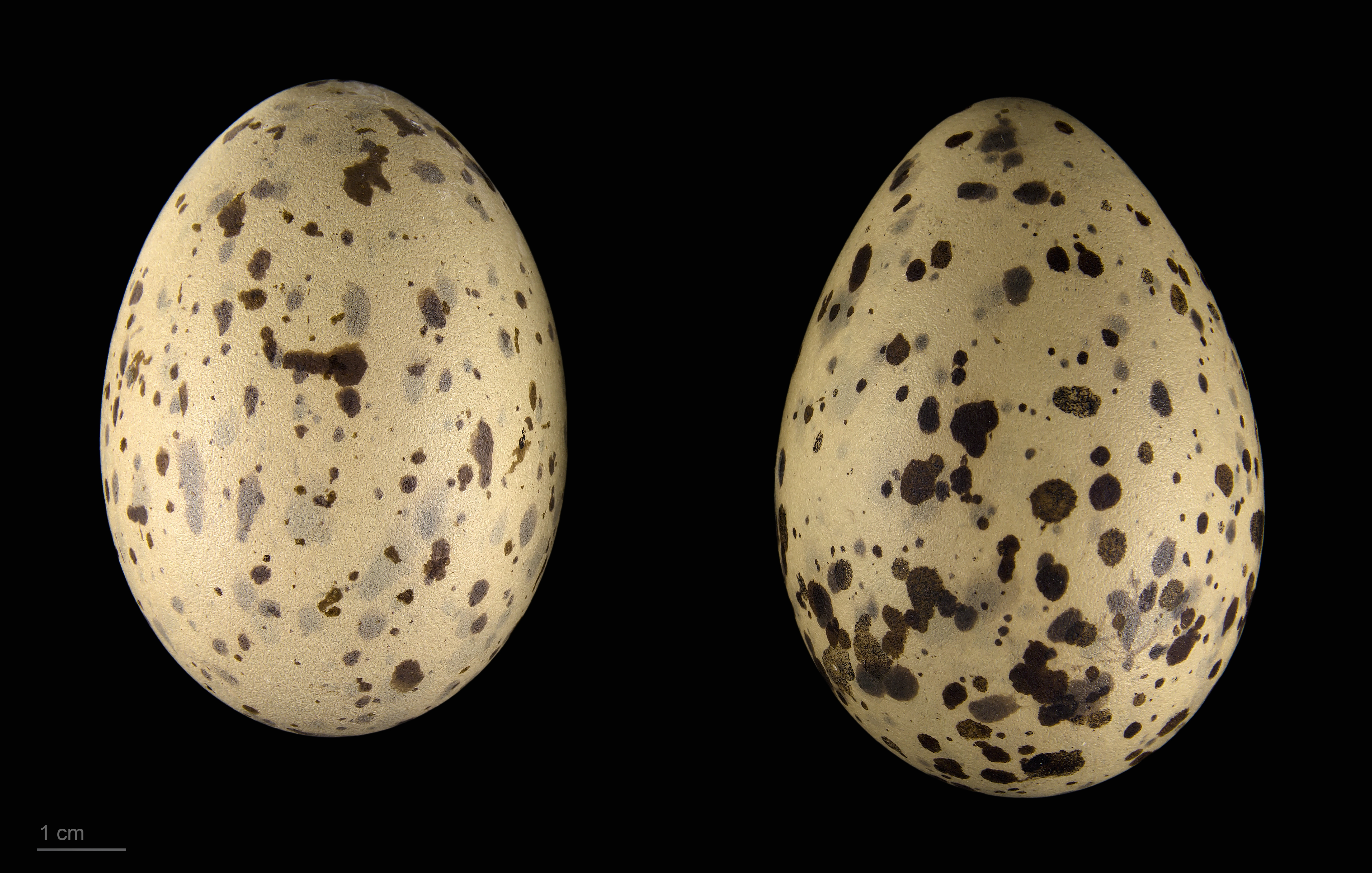
Museum specimen